# جوزيه تشارلز هيوز
جوزيه تشارلز هيوز هو سياسي كندي، ولد في 5 مايو 1843، وتوفي في 8 نوفمبر 1886.